# 採用!フリップNEWS
『採用!フリップNEWS』（さいよう!フリップニュース）は、2016年10月4日から2018年9月25日まで中京テレビで放送されていたバラエティ番組。

## 概要
2014年4月から2016年9月まで放送されていた『ビックラコイタ箱』の後継番組である。内容は架空の報道番組「フリップNEWS」のネタ決め会議で、芸人たちが「いま世の中に伝えたいニュース」をフリップのみでプレゼンするというもの。出演は、MCでディレクター役のタカアンドトシのほか、毎回お笑い芸人が出演。ナンバーワン情報に採用されたネタはVTR化される。
2018年9月25日放送分で終了し、同年10月2日より『この人に逢わせて喜ばせたい!逢喜利』が開始（MCは引き続きタカアンドトシが務める）。

## MC
- タカアンドトシ（タカ・トシ）

## 放送リスト
放送日は中京テレビ基準。

## ネット局
| 放送対象地域  | 放送局                    | 系列                          | 放送日時                     | 備考       |
| ------------- | ------------------------- | ----------------------------- | ---------------------------- | ---------- |
| 中京広域圏    | 中京テレビ（CTV）         | 日本テレビ系列                | 火曜 23:59 - 翌0:29          | 制作局     |
| 北海道        | 札幌テレビ（STV）         | 日本テレビ系列                | 火曜 1:44 - 2:14（月曜深夜） |            |
| 青森県        | 青森放送（RAB）           | 日本テレビ系列                | 月曜 1:24 - 1:54（日曜深夜） |            |
| 秋田県        | 秋田放送（ABS）           | 日本テレビ系列                | 木曜 0:54 - 1:24（水曜深夜） |            |
| 岩手県        | テレビ岩手（TVI）         | 日本テレビ系列                | 木曜 0:54 - 1:24（水曜深夜） |            |
| 山形県        | 山形放送（YBC）           | 日本テレビ系列                | 水曜 0:54 - 1:24（火曜深夜） |            |
| 宮城県        | ミヤギテレビ（MMT）       | 日本テレビ系列                | 水曜 1:29 - 1:59（火曜深夜） |            |
| 福島県        | 福島中央テレビ（FCT）     | 日本テレビ系列                | 水曜 0:59 - 1:29（火曜深夜） |            |
| 関東広域圏    | 日本テレビ（NTV）         | 日本テレビ系列                | 金曜 1:59 - 2:29（木曜深夜） | [ 注釈 1 ] |
| 新潟県        | テレビ新潟（TeNY）        | 日本テレビ系列                | 木曜 0:59 - 1:29（水曜深夜） |            |
| 長野県        | テレビ信州（TSB）         | 日本テレビ系列                | 火曜 0:59 - 1:29（月曜深夜） |            |
| 富山県        | 北日本放送（KNB）         | 日本テレビ系列                | 水曜 0:59 - 1:29（火曜深夜） |            |
| 石川県        | テレビ金沢（KTK）         | 日本テレビ系列                | 金曜 0:59 - 1:34（木曜深夜） |            |
| 福井県        | 福井放送（FBC）           | 日本テレビ系列                | 水曜 0:59 - 1:30（火曜深夜） |            |
| 静岡県        | 静岡第一テレビ（SDT）     | 日本テレビ系列                | 金曜 1:34 - 2:04（木曜深夜） | [ 注釈 2 ] |
| 山梨県        | 山梨放送（YBS）           | 日本テレビ系列                | 火曜 0:54 - 1:25（月曜深夜） |            |
| 近畿広域圏    | 読売テレビ（ytv）         | 日本テレビ系列                | 金曜 0:54 - 1:29（木曜深夜） |            |
| 広島県        | 広島テレビ（HTV)          | 日本テレビ系列                | 水曜 0:59 - 1:29（火曜深夜） |            |
| 鳥取県 島根県 | 日本海テレビ (NKT)        | 日本テレビ系列                | 火曜 1:00 - 1:35（月曜深夜） |            |
| 山口県        | 山口放送（KRY）           | 日本テレビ系列                | 水曜 0:54 - 1:24（火曜深夜） |            |
| 愛媛県        | 南海放送（RNB）           | 日本テレビ系列                | 木曜 0:59 - 1:29（水曜深夜） |            |
| 徳島県        | 四国放送（JRT）           | 日本テレビ系列                | 木曜 0:59 - 1:29（水曜深夜） |            |
| 岡山県 香川県 | 西日本放送（RNC）         | 日本テレビ系列                | 木曜 0:54 - 1:24（水曜深夜） |            |
| 高知県        | 高知放送（RKC）           | 日本テレビ系列                | 水曜 0:54 - 1:24（火曜深夜） |            |
| 福岡県        | 福岡放送（FBS）           | 日本テレビ系列                | 火曜 1:29 - 2:04（月曜深夜） |            |
| 長崎県        | 長崎国際テレビ（NIB）     | 日本テレビ系列                | 日曜 2:35 - 3:05（土曜深夜） |            |
| 熊本県        | くまもと県民テレビ（KKT） | 日本テレビ系列                | 火曜 0:59 - 1:29（月曜深夜） |            |
| 鹿児島県      | 鹿児島読売テレビ（KYT）   | 日本テレビ系列                | 木曜 0:59 - 1:29（水曜深夜） |            |
| 大分県        | テレビ大分（TOS）         | 日本テレビ系列 フジテレビ系列 | 木曜 0:59 - 1:29（水曜深夜） |            |

## スタッフ
- 構成：中野俊成、塩野智章、遠藤敬、樅野太紀、谷口マサヒト
- SW：神尾淳
- CAM：荒木哲志
- AUD：玉城善彦
- VE：宮前早智
- VTR：高草木直樹
- 照明：榊原亮太
- 編集：生江正俊
- MA：山本宗太
- 音効：磯川浩己
- TK：梅澤和世
- 美術：松沢由之
- デザイン：野口陽介
- 美術進行：山口武治
- 大道具製作：卜部徹夫
- 大道具操作：福田宏之
- フリップ製作：石橋誉礼
- アクリル装飾：下平唯治
- 電飾：釜田慶一
- メイク：atelier jam
- オープニングタイトル：パークグラフィックス
- 技術協力：テクノマックス、スウィッシュ・ジャパン、プログレッソ、glow、フジアール、NexTry
- 音楽協力：日本テレビ音楽
- キャスティング協力：ビーオネスト
- 広報：山田有吉（CTV）
- デスク：松丸智美
- AD：宮上賢蔵（LOGIC ENTERTAINMENT）、南麻結・谷口諒（b-DASH）、宇佐美昭・佐々木希（CTV）
- ディレクター：赤堀哲也（ロックンロール商店）、町田美穂（b-DASH）、西山嘉昭
- 演出監修：椎葉宏治（ラッキーぱんだ）
- 演出：浅田大道・古川雄一（CTV、共に以前はディレクター）
- 企画：村井清隆（CTV）
- プロデューサー：深谷浩規（CTV）、森俊和（よしもとCE）/永田浩子（b-DASH）
- 制作協力：吉本興業、b-DASH
- 制作著作：中京テレビ

### 過去のスタッフ
- 技術協力：TKP
- AD：中村梨那、白石朱珠美、天本夏実、梶山万悠子
- ディレクター：川名良和（LOGIC ENTERTAINMENT）、工藤祐馬（CTV）、吉濱明秀
- 演出：岡田秀行（b-DASH）
- プロデューサー：簑羽慶（CTV）

## エンディングテーマ
2016年
- 10月度：｢HELLO ! HALLOWEEN !｣ ／P.IDL
- 11月度：｢止まらない想い｣ ／7☆3
- 12月度：｢最後の嘘｣ ／KG

2017年
- 1月度：｢Urban Night｣ ／CYNTIA
- 2月度：｢ダンシングモンスター｣ ／ミソッカス
- 3月度：｢Someday｣ ／PrizmaX
- 4月度：｢バイバイ‥｣ ／山猿
- 5月度：｢MOVIE - JPN ver.｣ ／BTOB
- 6月度：｢Utopia｣ ／Aldious
- 7月度：｢I'll be there｣ ／SOOHYUN（from U-KISS）
- 8月度：｢WITHOUT U｣ ／ROMEO
- 9月度：｢素敵なことがあなたを待っている｣ ／藤田麻衣子
- 10月度：｢全力未来!!｣ ／ハニカム.トーキョー
- 11月度：｢恋の道｣ ／MACO
- 12月度：｢友ありて・・｣ ／BOYS AND MEN

2018年
- 1月度：｢We Are｣ ／Aldious
- 2月度：｢Véga｣ ／2o Love to Sweet Bullet
- 3月度：｢失恋の詩｣ ／ファンキー加藤
- 4月度：｢exist｣ ／アルルカン
- 5月度：｢進化理論｣ ／BOYS AND MEN
- 6月度：｢大和撫子サンライズ｣ ／FES☆TIVE
- 7月度：｢Road｣ ／東方神起
- 8月度：｢夏のMagic｣ ／SNUPER
- 9月度：｢炎・天下奪取｣ ／BOYS AND MEN